# Мельник, Иван Александрович
Ива́н Алекса́ндрович Ме́льник (1914 — 1976) — советский дипломат. Чрезвычайный и полномочный посол.

## Биография
Член ВКП(б). Окончил Высшую партийную школу при ЦК ВКП(б) (1949).
- В 1952—1953 годах — 2-й секретарь Молотовского областного комитета ВКП(б) (с 1952 года — КПСС).
- В 1953—1954 годах — заместитель заведующего IV Европейским отделом МИД СССР.
- В 1954—1956 годах — советник посольства СССР в Польше.
- С 16 мая 1956 по 28 июня 1961 годах — чрезвычайный и полномочный посланник СССР в Люксембурге.
- В 1961—1962 годах — советник I Африканского отдела МИД СССР.
- С 26 декабря 1962 по 28 декабря 1965 года — чрезвычайный и полномочный посол СССР в Мали.
- В 1966—1968 годах — на ответственной работе в центральном аппарате МИД СССР.
- С 15 июня 1968 по 19 июля 1972 года — чрезвычайный и полномочный посол СССР в Камеруне.
- В 1972—1976 годах — на ответственной работе в центральном аппарате МИД СССР.

## Награды
- Орден Красной Звезды
- Орден «Знак Почёта» (22 октября 1971)[1]